# Lemontech
Lemontech es una empresa de desarrollo de software de servicio fundada en 2003 en Santiago, con oficinas en Chile, México y Perú. Actualmente cuenta con clientes en Chile, Argentina, Brasil, Bolivia, Colombia, Costa Rica, Ecuador, El Salvador, España, Estados Unidos, Honduras, Guatemala, México, Nicaragua, Panamá, Paraguay, Perú, República Dominicana, Uruguay y Venezuela.

## Historia
En sus inicios, Lemontech fue creada como una empresa de desarrollo de software a medida. Dentro de los primeros desarrollos importantes de Lemontech en Chile se destaca su participación en la implementación de la Licencia Médica Electrónica, el GES (para manejar el Plan AUGE en la salud privada), CZE (sistema electrónico para las certificaciones de las exportaciones agropecuarias en Chile) y el Notario Electrónico.
Luego de un cambio de enfoque, Lemontech se centró principalmente en el desarrollo de productos que se comercializan como Software como servicio. A fines del año 2013, TheTimeBilling (un software orientado al mercado retail y de abogados) se convirtió en el software de gestión legal más utilizado en América Latina.

## Legaltech Summit Santiago 2018
En 2018, Lemontech organizó el Legatech Summit Santiago 2018, primer encuentro latinoamericano legaltech que aborda los desafíos tecnológicos para las firmas legales. El evento contó con la asistencia de 600 Abogados y fiscales, siendo reconocido de forma inédita como el evento con más participación dentro de la industria legal hasta la fecha.
Temáticas del Legaltech Summit 2018:
- "Tendencias de la Industria Legal", a cargo del docente, Investigador y Consultor de firmas y gerencias legales, Rafael Mery.
- "Indicadores claves de Management", a cargo del fundador de Lemontech, Ignacio Canals.
- "Radiografía de la Industria Legal en Latinoamérica", con Carmen Román, gerente legal de Walmart; Sergio Diez, socio de Cariola, Diez, Pérez-Cotapos; Gonzalo Smith Ferrer, chief legal and governance officer de S.A.C.I. Falabella; Alberto Rebaza, socio fundador de Rebaza, Alcázar & De las Casas; y Álvaro Díaz, socio de Gómez Pinzón Colombia.
- "Inteligencia Artificial", con Jorge Villalón, director de Transformación Digital de la Universidad Adolfo Ibáñez; Javier Mancilla, director y fundador de TARS; y Andrés Arellano, CTO de Lemontech.
- "Adquisición y retención del nuevo talento", a cargo de Antonio Leal Holguín, director de Adam Smith Nueva York; y con la participación de Jorge Muñiz, socio fundador del Estudio Muñiz, Olaya, Meléndez, Castro, Ono & Herrera.

## Productos
- TimeBillingX - Software de gestión para estudios de abogados.
- CaseTracking - Software de gestión de causas/procesos judiciales.
- IPManager - Software de vigilancia de dominios y marcas.